# Dimdim
Dimdim (2006-2011) fue una compañía norteamericana de software que proveía una plataforma web para colaboración y reuniones en tiempo real. Era percibida como una solución de conferencias de la "Web 2.0" gratuita y de código abierto.
Dimdim proveyó un servicio de conferencias web gratuitas donde los usuarios podían compartir escritorios, mostrar presentaciones, colaborar, chatear, conversar vía audio y transmitir desde una webcam hasta su compra por Salesforce.com Todas las cuentas gratuitas y de pago mensual fueron desactivadas el 15 de marzo de 2011. El sitio sigue activo pero ya no admite nuevos usuarios, y los usuarios ya registrados no pueden hacer uso del servicio.

## Inversores
Dimdim fue apoyado financieramente por Index Ventures, Nexus India Capital y Draper Richards.

## Open source
Estaba disponible en una versión denominada "Open Source Community Edition" bajo la GNU General Public License (GPL); lo que brindaba a los desarrolladores la opción de instalar y alojar Dimdim en sus propias redes. La última versión open source disponible fue de diciembre de 2008 v4.5. La descarga tenía un tamaño de 170MB y está alojada en SourceForge. Dimdim puede ser integrada con las plataformas de e-learning Moodle, Claroline y Docebo, la suite colaborativa Zimbra y el software CRM SugarCRM.

## Historia
Una versión alpha de Dimdim fue lanzada en otoño de 2006, seguida del lanzamiento de una versión beta privada en otoño de 2007.
La primera versión beta hecha pública por la compañía fue liberada en abril de 2008. La versión 4.0 beta fue lanzada en julio de 2008. Dimdim formalmente dejó de ser beta en diciembre de 2008 con el lanzamiento de la versión 4.5.
En enero de 2011 la compañía dedicada al Cloud Computing Salesforce compró Dimdim en $31 millones. A partir de esa fecha ya no eran aceptados los nuevos registros para utilizar la aplicación.